# Björn Fure
Björn Otto Albert Fure, född 11 oktober 1916 i Hamrånge församling, Gävleborgs län, död 12 juni 1942, var en svensk fotbollsspelare och officer. Som fotbollsspelare spelade Fure som vänsterytter för Landskrona BoIS. Som officer deltog han i fortsättningskriget.

## Karriär
Fure kom till Landskrona 1933 och höll till en början på med både friidrott och fotboll i Godtemplarnas Idrottsförening. 1936 gick han till Landskrona BoIS och under säsongen gjorde han 24 mål på 19 matcher i Reservlag 2. Fure gjorde allsvensk debut den 23 augusti 1936 mot AIK, där han redan efter tre minuter gjorde sitt första allsvenska mål. Fure spelade ytterligare en allsvensk match under säsongen, den 8 november 1936 mot Örgryte IS. En vecka senare var han en del av Landskrona BoIS trupp som spelade 1–1 i DM-finalen mot MBI. Det oavgjorda resultaten resulterade i ett omspel veckan därpå som Landskrona vann med 2–0.
Den 17 maj 1937 avlade Fure studentexamen vid Landskrona högre allmänna läroverk och tilldelades då Idrottsskölden, vilket gavs ut till "läroverkets bästa idrottsman". Efter examen lämnade Fure idrottskarriären och började som officer. År 1940 blev han fänrik vid Livgrenadjärregementet i Linköping och den 1 januari 1942 befordrades han till löjtnant. Senare under samma år deltog Fure i fortsättningskriget, där han stupade.